# Saison 4 d'Eureka
Chronologie
Saison 3 Saison 5
Cet article présente les vingt-et-un épisodes de la quatrième saison de la série télévisée américaine Eureka.

## Généralités
Cette quatrième saison a été diffusée en deux parties aux États-Unis, en version originale, et au Québec, en version française.

### Synopsis
La Seconde Guerre mondiale ainsi que les bombardements sur Hiroshima et Nagasaki eurent un impact négatif envers la science et la technologie. C'est alors que, avec l'aide d'Albert Einstein, le président Harry Truman ordonna la création d'un complexe top-secret, dont le but serait de développer diverses technologies et armements. Le projet Eureka naît alors, et a pour but de réunir les plus grandes têtes pensantes, génies scientifiques et intellectuels des États-Unis, accompagnés de leur famille, dans une petite ville créée sur mesure. De ce fait, ils pourraient y vivre paisiblement, tout en continuant leurs recherches. Cette petite ville, cachée au fin fond des États-Unis, n'est répertoriée sur aucune carte, mais certaines rumeurs la situeraient tout de même dans l'Oregon. C'est dans cette incroyable ville que la plupart des technologies révolutionnaires dévoilées au public ces cinquante dernières années ont été inventées et développées. Mais, forcément, un complexe aussi important qu'Eureka attire l'attention de mauvaises personnes et la convoitise. Et si quelqu'un mettait la main sur les secrets que renferme Eureka, qui sait ce qu'il pourrait bien se passer ? C'est sur Jack Carter que la série se fixe. Ce dernier, alors qu'il ramène sa fille chez lui, a un accident. C'est ainsi qu'il découvre Eureka, et qu'il fait la découverte de ses habitants excentriques. Mais, au-delà de l'aspect esthétique, Eureka cache bien plus que des secrets…

## Distribution de la saison

### Acteurs principaux
- Colin Ferguson (VF : Philippe Vincent) : le shérif Jack Carter
- Salli Richardson-Whitfield (VF : Déborah Perret) : Dr Allison Blake
- Joe Morton (VF : Constantin Pappas) : Henry Deacon
- Jordan Hinson (VF : Jessica Barrier) : Zoe Carter
- Erica Cerra (VF : Hélène Bizot) : adjoint Josephine « Jo » Lupo
- Neil Grayston (VF : Taric Mehani) : Dr Douglas Fargo
- Niall Matter (VF : Cédric Dumond) : Zane Donovan
- James Callis (VF : Guy Chapellier) : Dr Trevor Grant / Trent Rockwell[1] (épisodes 1 à 9)

### Acteurs récurrents
- Chris Gauthier (VF : Bruno Magne) : Vincent (19 épisodes)
- Debrah Farentino (VF : Martine Irzenski) : Beverly Barlowe (6 épisodes)
- Tembi Locke (VF : Véronique Borgias) : Dr Grace Monroe (15 épisodes)
- Kavan Smith (VF : Patrick Borg) : shérif adjoint Andy 2.0 (10 épisodes)
- Christopher Jacot (en) (VF : Fabrice Josso) : Larry Haberman (7 épisodes)
- Barclay Hope (VF : Stefan Godin) : général Mansfield (épisodes 3, 4 et 8)
- Jaime Ray Newman (VF : Emmanuelle Hamet-Pailly) : Tess Fontana (épisodes 1 à 3, et 8)
- Wil Wheaton (VF : Tanguy Goasdoué) : Dr Parrish[2] (7 épisodes)
- Felicia Day (VF : Sarah Marot) : Dr Holly Marten[3] (8 épisodes)
- Ming-Na (VF : Yumi Fujimori) : la sénatrice Michaela Wen[4] (5 épisodes)

### Invités
- Ty Olsson (VF : David Krüger) : shérif-adjoint Andy (épisode 2)
- Adrienne Carter (VF : Agathe Cemin) : Pilar (épisode 4)
- Jamie Kennedy (VF : Damien Witecka) : Dr Ramsey[5] (épisode 4)
- Allison Scagliotti-Smith (VF : Sylvie Jacob) : Claudia Donovan (de Warehouse 13, épisode crossover)[6] (épisode 5)
- Ed Quinn (VF : Thierry Ragueneau) : Nathan Stark (épisode 8)
- Matt Frewer (VF : Jean-Luc Kayser) : Jim Taggart (épisodes 10, 19 et 20)
- Stan Lee : Dr Lee alias « Generaleesimo »[4] (épisode 13)
- Wallace Shawn (VF : Patrice Dozier) : Dr Warren Hughes[7] (épisodes 17 et 18)
- Aaron Douglas : Dr Ray Darlton[7] (épisode 18)
- Dave Foley : Dr Plotkin[7] (épisode 20)

## Épisodes

### Épisode 1:La Journée des Fondateurs
- États-Unis : 9 juillet 2010 sur Syfy
- Québec : 24 janvier 2011 sur Ztélé[8]
- France : 7 janvier 2012 sur Série Club[9],[10]

- États-Unis : 2,52 millions de téléspectateurs[11]

### Épisode 2:Présent composé
- États-Unis : 16 juillet 2010 sur Syfy
- Québec : 31 janvier 2011 sur Ztélé[12]
- France : 7 janvier 2012 sur Série Club[10]

- États-Unis : 2,21 millions de téléspectateurs

### Épisode 3:Débordements collectifs
- États-Unis : 23 juillet 2010 sur Syfy
- Québec : 7 février 2011 sur Ztélé[13]
- France : 7 janvier 2012 sur Série Club[10]

- États-Unis : 2,29 millions de téléspectateurs

Toutes les personnes présentes à Global Dynamics commencent à ressentir des signes d'agressivité, hormis Carter, Allison et Tess. Lupo va les aider à trouver une solution, avant de perdre le contrôle. Finalement, grâce à Fargo qui va servir d'appât, tout le monde va retrouver son état normal. 
Plus tard, Carter finit par avouer à Tess qu'il ne souhaite plus qu'elle vienne vivre avec lui.

### Épisode 4:La Semaine de l'espace
- États-Unis : 30 juillet 2010 sur Syfy
- Québec : 14 février 2011 sur Ztélé[14]
- France : 14 janvier 2012 sur Série Club[10]

- États-Unis : 2,27 millions de téléspectateurs

À l'occasion d'une course de fusées vers la Lune, un des concurrents utilise un nouveau carburant produisant une énorme quantité d'oxygène. Le problème est que lors du retour des fusées vers Eureka, toute la région risque de s'enflammer. 

### Épisode 5:Hors du temps
- États-Unis : 6 août 2010 sur Syfy[6]
- France : 
  - 18 janvier 2011 sur Syfy Universal[15]
  - 14 janvier 2012 sur Série Club[10]
- Québec : 21 février 2011 sur Ztélé[16]

- États-Unis : 2,56 millions de téléspectateurs

- Cet épisode est un crossover entre Eureka et la série télévisée Warehouse 13[6].
- En France, l'épisode cross-over d’Eureka a été diffusé à la suite de celui de Warehouse 13, exceptionnellement sur Syfy Universal[15].

### Épisode 6:Des robots et des hommes
- États-Unis : 13 août 2010 sur Syfy
- Québec : 28 février 2011 sur Ztélé[17]
- France : 21 janvier 2012 sur Série Club[10]

- États-Unis : 2,52 millions de téléspectateurs

### Épisode 7:De marbre
- États-Unis : 20 août 2010 sur Syfy
- Québec : 7 mars 2011 sur Ztélé[18]
- France : 21 janvier 2012 sur Série Club[10]

- États-Unis : 2,3 millions de téléspectateurs

### Épisode 8:Ex Aequo
- États-Unis : 27 août 2010 sur Syfy
- Québec : 14 mars 2011 sur Ztélé[19]
- France : 21 janvier 2012 sur Série Club[10]

- États-Unis : 2,44 millions de téléspectateurs

### Épisode 9:Temps mort
- États-Unis : 10 septembre 2010 sur Syfy
- Québec : 21 mars 2011 sur Ztélé[20]
- France : 28 janvier 2012 sur Série Club[10]

- États-Unis : 2,25 millions de téléspectateurs

### Épisode 10:Le Petit Noël
- États-Unis : 7 décembre 2010 sur Syfy[21]
- Québec : 21 novembre 2011 sur Ztélé[22]
- France : 28 janvier 2012 sur Série Club[10]

- États-Unis : 1,92 million de téléspectateurs[23]

- Cet épisode est un spécial Noël.
- Cet épisode marque la fin de la première partie de la saison. La deuxième partie de saison est annoncée pour l'été 2011.

### Épisode 11:Lancement clandestin
- États-Unis : 11 juillet 2011 sur Syfy[24]
- Québec : 28 novembre 2011 sur Ztélé[25]
- France : 28 janvier 2012 sur Série Club[10]

- États-Unis : 2,02 millions de téléspectateurs

### Épisode 12:Juke-box
- États-Unis : 18 juillet 2011 sur Syfy
- Québec : 5 décembre 2011 sur Ztélé[26]
- France : 4 février 2012 sur Série Club[10]

- États-Unis : 2,16 millions de téléspectateurs

### Épisode 13:Mission Astraeus
- États-Unis : 25 juillet 2011 sur Syfy
- Québec : 12 décembre 2011 sur Ztélé[27]
- France : 4 février 2012 sur Série Club[10]

- États-Unis : 1,77 million de téléspectateurs

- Stan Lee (caméo) (dans le rôle du Dr Lee dit aussi le généralissimo)

### Épisode 14:Un braquage pas ordinaire
- États-Unis : 1er août 2011 sur Syfy
- Québec : 19 décembre 2011 sur Ztélé[28]
- France : 4 février 2012 sur Série Club[10]

- États-Unis : 2,13 millions de téléspectateurs

### Épisode 15:Dans la peau d'une autre
- États-Unis : 8 août 2011 sur Syfy
- Québec : 28 décembre 2011 sur Ztélé[29]
- France : 11 février 2012 sur Série Club[10]

- États-Unis : 2,25 millions de téléspectateurs

### Épisode 16:Des mites et des hommes
- États-Unis : 15 août 2011 sur Syfy
- Québec : 2 janvier 2012 sur Ztélé[30]
- France : 11 février 2012 sur Série Club[10]

- États-Unis : 2,23 millions de téléspectateurs

### Épisode 17:Je pars, toi non plus
- États-Unis : 22 août 2011 sur Syfy
- Québec : 9 janvier 2012 sur Ztélé[31]
- France : 11 février 2012 sur Série Club[10]

- États-Unis : 2,03 millions de téléspectateurs

### Épisode 18:Déjà vu
- États-Unis : 29 août 2011 sur Syfy
- Québec : 16 janvier 2012 sur Ztélé[32]
- France : 18 février 2012 sur Série Club[10]

- États-Unis : 2,13 millions de téléspectateurs

### Épisode 19:Un petit pas…
- États-Unis : 12 septembre 2011 sur Syfy
- Québec : 23 janvier 2012 sur Ztélé[33]
- France : 18 février 2012 sur Série Club[10]

- États-Unis : 1,93 million de téléspectateurs

Une vache est retrouvée littéralement fondue, Carter et Taggart mènent l'enquête.

### Épisode 20:Le Grand Saut
- États-Unis : 19 septembre 2011 sur Syfy
- Québec : 30 janvier 2012 sur Ztélé[34]
- France : 18 février 2012 sur Série Club[10]

- États-Unis : 1,87 million de téléspectateurs

Alors qu'il ne reste plus que sept heures au compte à rebours avant le lancement de la mission Astraeus, projet en vue d'explorer Titan, une série de trous noirs viennent bouleverser la situation en aspirant des objets au hasard dans Eureka. Carter est appelé à enquêter avec Jo sur une mystérieuse attaque contre le convoi présidentiel. Lorsque Carter et son équipe réussissent finalement à régler ce problème, ils reprennent leur priorité du lancement.

### Épisode 21:Tu vois ce que je vois?
- États-Unis : 6 décembre 2011 sur Syfy[35]
- Québec : indéterminé sur Ztélé
- France : indéterminé sur Série Club

- États-Unis : 1,4 million de téléspectateurs

- Cet épisode spécial est consacré aux fêtes de Noël.